# Vladimir Visjnevetski
Vladimir Petrovitsj Visjnevetski (Russisch: Владимир Петрович Вишневецкий) (Borisoglebsk, Oblast Voronezj, 27 november 1892 – Moskou, 26 januari 1975) was een Russisch componist.

## Levensloop
Visjnevetski studeerde rechten aan de juridische faculteit van het Polytechnisch Instituut van Charkov. Tijdens de Oktoberrevolutie was hij ermee bezig ook in de periferieën instituten voor kunst en educatie met op ter richten. Van 1918 tot 1921 was hij organisator voor de oprichting van musea en muziekscholen, bijvoorbeeld de school voor de muzen in het district Tambov. Aansluitend was hij leraar aan de muziekschool voor theoretische vakken. Verder was hij aan de Kunstacademie Oenarobraza in zijn geboortestad Borisoglebsk. 
In 1932 vertrok hij naar Moskou en was hier vooral als freelancecomponist werkzaam. Als componist schreef hij vooral werken voor het harmonieorkest (suites en marsen), maar ook voor orkest.
Op de Vagankovski-begraafplaats in Moskou vond hij zijn laatste rust.

## Composities

### Werken voor orkest
- Lyrische suite

### Werken voor harmonieorkest
- 1946 Боевые дни (Dag van de strijd)
- Марш свободы (Mars voor de vrijheid)
- Русский марш (Russische mars)
- Suite voor harmonieorkest
- Борцы за мир (Strijders voor de vrede)

- Library of Congress Control Number: no2010027661
- Virtual International Authority File: 107441672
- WorldCat: E39PBJxmC33kDbjFxy3PxMV9jC